# 稲垣千穎
稲垣 千穎（いながき ちかい、1845年（弘化4年）8月 - 1913年（大正2年）2月9日）は、江戸時代末期から大正時代の国学者、教育者、歌人、唱歌作詞者、教科書編集者。
東京師範学校教諭として和文教育を行い、多数の和文教科書を編纂したほか、音楽取調掛として、『蛍の光』・『蝶々』2番など多数の唱歌を作詞した。通称は真二郎。

## 名前とその表記
千穎の「穎」は「えい」と音読みし、稲の穂先のこと。「千穎」とは無数の穂先の意で、豊穣とともに才知の豊かさを暗示する。「穎」を用いた名は当時珍しくはないが、「稲垣千穎」の場合、姓の「稲垣」に呼応させた命名となっている。偏の下部が「禾」の「穎」は正字、「示」の「頴」は俗字。俗字を用いた「千頴」と表記するのが一般的（国立国会図書館近代デジタルライブラリーの書誌等）であるが、稲垣の歌集『稲垣千穎詠草』、編著の教科書、谷中霊園の墓碑銘、官員録などは、すべて正字表記である。なお、稲垣千穎と改名したのは気吹舎退塾後で、それ以前は、稲垣真二郎・稲垣元儀・源元儀などの名が用いられた。

## 生涯
陸奥国棚倉（現福島県東白川郡棚倉町）出身。棚倉藩を治めていた松井松平家（三河松井氏）の家臣稲垣半太夫（中小姓）の次男として生れる。幼少期から学問に頭角をあらわし日光の寺院へ留学。棚倉藩主松平康英の川越転封に伴い、川越藩藩校長善館の教員となる。京への遊学を経て東京に移り、1869年（明治2年）23歳で平田篤胤死後の国学塾「気吹舎（いぶきのや）」（平田銕胤主宰）に入塾。塾頭に就任するも、塾則で禁じられていた遊郭登楼が発覚。塾生らから意見書が提出され退塾処分となる。
1874年（明治7年）10月東京師範学校雇となり、下谷区仲御徒町に居住した。1881年（明治14年）7月助教諭、1883年（明治16年）7月21日教諭（判任）に昇進。この間、『本朝文範』共著、『和文読本』等の教科書を編纂、ベストセラーとなる。一方、1880年（明治13年）6月7日、東京師範学校校長兼音楽取調掛長の伊沢修二の要請により、音楽取調掛を兼務。日本最初の音楽教科書『小学唱歌集 初編』の作詞に携わった。1884年（明治17年）4月15日、東京師範学校教諭を辞職。
1902年（明治35年）頃、下谷区に居住する教師の親睦団体下谷区教育会の第二代会長に就任した。なお、伊沢修二は、1911年（明治44年）に自らの還暦を記念して『楽石自伝教界周遊前記』を口述出版した。その中で、稲垣の音楽取調掛時代を回想して、以下のように述べた。
右の如くにして言葉も大概は出来、かつ取調べた曲もようやく増加したからして、今度はこれに日本国語の唱歌を附することとしたが、これは非常な大問題であって、単に歌を作るといふことさへ容易では無いのに、取調掛の要求では、なお又曲意に合した歌を作るといふのみならず、句数字数が合はなければ、折角作歌者がいかなる名歌を作つても何の役にも立たぬ。その最得意とする好所をも改作しなければならぬのである。そこで歌も作る曲意も解る、句数字数も自在に変化し得るという作歌者を得る必要が起こった。しかして最初に盡力してくれた人は稲垣千穎氏である。此人は惜しいことに最早故人となってしまつたが、歌が上手で随分多くの氏の作にかかる歌がある。
しかし、「もはや故人となってしまった」とあるのは伊沢の誤認で、この時、稲垣は存命であった。
1913年（大正2年）2月9日死去。墓所は谷中霊園。

## 「蛍の光」をめぐって
1881年（明治14年）7月9日に宮中で明治天皇に大臣参議らが陪食を許された際、宮内省の楽人芝葛鎮（しばふじつね）・小篠秀一（こしのしゅういち）らが音楽を演奏した。伊沢修二による当日の演奏楽曲の解説「唱歌略説」の蛍の光の項に次のような記述がある。
此曲ハ蘇格国土（スコットランド：引用者注）ノ古伝ニ出テ其作者ヲ詳ニセズ。然レドモ其意ハ告別ノ際自他ノ健康ヲ祝スルニアリトス。其調ハ我国ノ双調呂施ニ異ナラザルモノ也。其歌ハ東京師範学校教員稲垣千頴ノ作ニシテ、学生ラガ数年間勧学シ蛍雪の功ヲ積ミ業成リ事遂ゲテ学校ヲ去ルニ当タリ、別ヲ同窓ノ友ニ告ゲ、将来国家ノ為ニ協心尽力セン事ヲ誓フ有様ヲ述ベタルモノニテ、卒業ノ時ニ歌フベキ歌也。
「蛍の光」は、国家主義的な3番・4番の歌詞を捨て、1949年（昭和24年）教科書検定制度最初の小学5年生の音楽教科書に掲載された。さらに、1953年（昭和28年）中学2年生用（混声二部合唱）の教科書にも掲載された。以後、現行の教科書までほぼ一貫して掲載され続けている。1962年（昭和37年）には各社の音楽教科書が一斉に、作詞者として稲垣千穎の名を表示するようになったが、今日出版されている楽譜・音楽書の多くは、「蛍の光」を作詞者不詳・文部省唱歌としている。